# Martha Kwataine
Martha Kwataine est une activiste malawienne spécialisée dans la santé et les droits humains. Elle est la fondatrice et l’ancienne directrice exécutive du Malawi Health Equity Network (MHEN). 

## Biographie
En octobre 2006, Martha Kwataine fonde le Malawi Health Equity Network (MHEN), alliance indépendante d'organisations et d'individus promouvant l'équité et la qualité de la santé pour tous au Malawi. Elle en devient la directrice exécutive. Le siège de l’alliance est basé à Lilongwe, capitale du Malawi,. 

## Engagements
En 2010, Martha Kwataine lance une campagne de santé maternelle auprès de 89 villages dans la région de Ntcheu. La campagne aborde notamment les croyances culturelles communes associées à la grossesse, ainsi le premier enfant d'une femme doit obligatoirement naître dans la maison familiale, et les hommes de la famille sont les seuls à décider quand une femme a réellement besoin de soins médicaux. La militante interdit également les interventions des "accoucheuses traditionnelles" dans ses villages, obligeant les femmes à se rendre à l'hôpital, et réduisant ainsi les décès liés aux complications de la naissance.
En 2012, Martha Kwataine déménage à Washington D.C. aux États-Unis afin d’intensifier la pression sur le gouvernement américain et obtenir de l'aide et du soutien.
En novembre 2015, elle démissionne de manière inattendue de son poste de directrice exécutive du Malawi Health Equity Network. Elle rejoint alors l’organisation non gouvernementale internationale ActionAid, fondée sur l'accès aux droits pour toutes et tous.
En 2017, Martha Kwataine devient la directrice exécutive du Baobab Health Trust.